# Gérold II de La Tour-Châtillon de Zurlauben
Pour les articles homonymes, voir Zurlauben et Gérold.
Gérold II de la Tour-Châtillon de Zurlauben, frère de Placide de la Tour-Châtillon de Zurlauben, d'abord secrétaire général de la congrégation des bénédictins en Suisse, fut nommé, en 1697, abbé et seigneur de l'abbaye de Rheinau, laquelle l'honore comme son second fondateur. Pendant un gouvernement de trente-neuf ans, il fit relever les bâtiments de son abbaye, mit de l'ordre dans ses revenus et fit revivre parmi les religieux l'ancienne discipline. Après la mort de son frère, il fut nommé visiteur général des maisons bénédictines en Suisse. Il mourut âgé de 86 ans, en 1735.

## Source
« Gérold II de La Tour-Châtillon de Zurlauben », dans Louis-Gabriel Michaud, Biographie universelle ancienne et moderne : histoire par ordre alphabétique de la vie publique et privée de tous les hommes avec la collaboration de plus de 300 savants et littérateurs français ou étrangers, 2e édition, 1843-1865 [détail de l’édition]